# HMS Tordön (P165)
HMS Tordön (P165) var en av svenska flottans patrullbåtar. Båten tillhörde 36:e patrullbåtsdivisionen i Karlskrona. Den såldes till The RCI Group Ltd i juni 2008.

## Referenser

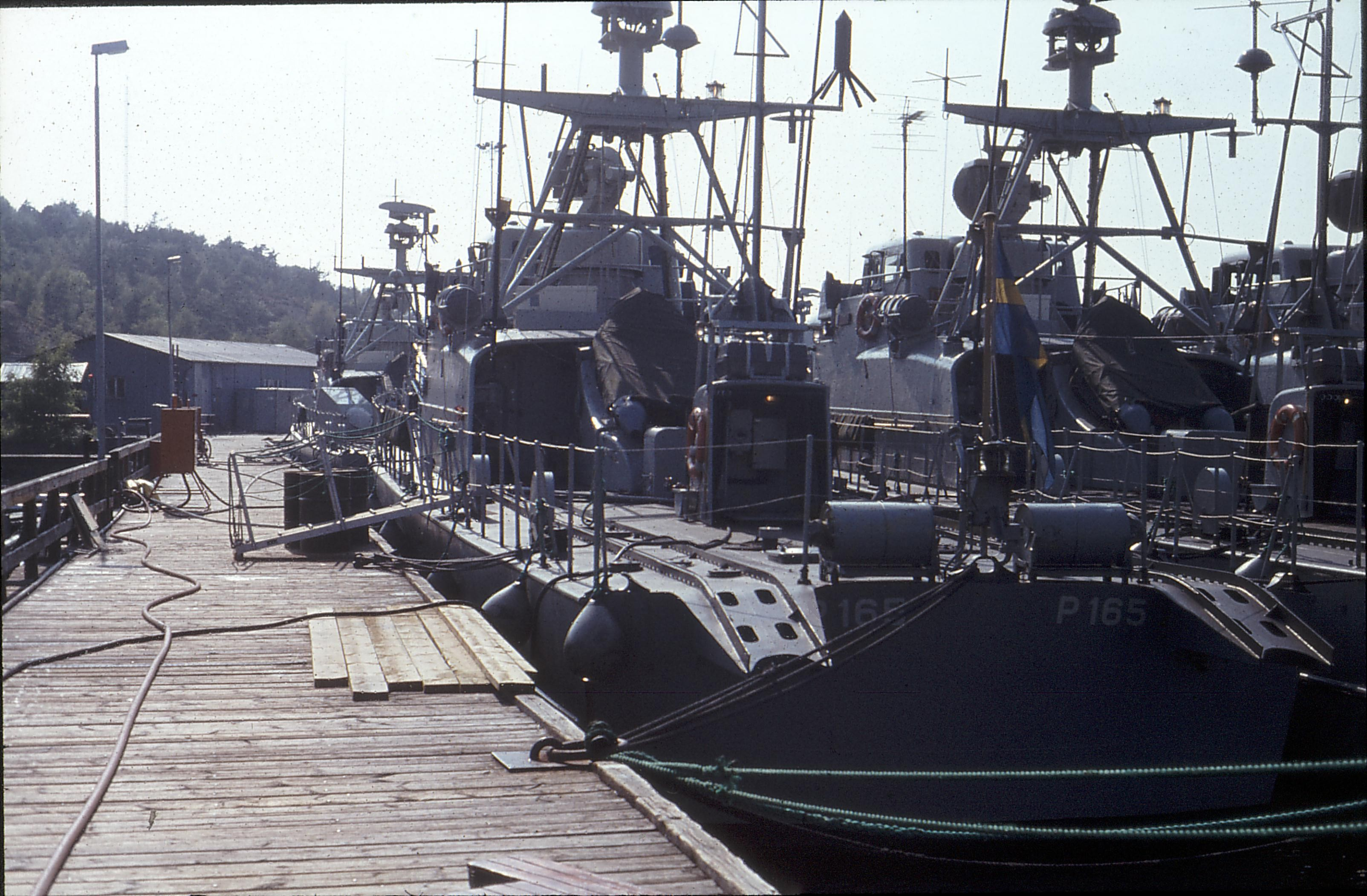
Halvdäck på Provturskommando (Ptk) Tordön (P165), förtöjd vid ÖrlbV Nya Varvet i Göteborg sommaren 1982. Utanför fartyget ligger Ptk Tirfing (P166) och ytterst. Föröver skymtar robotkassett på.